# Renmin Guangchang
Renmin Guangchang (chiń. 人民广场站) – stacja metra w Szanghaju, na linii 1, 2 i 8. Zlokalizowana jest pomiędzy stacjami Xinzha Lu, Nanjing Xi Lu, Nanjing Dong Lu oraz Huangpi Nan Lu, Qufu Lu i Dashijie. Została otwarta 10 kwietnia 1995.